# Моята вселена
„Моята вселена“ (на индонезийски: Iqro: My Universe) е индонезийски игрален филм от 2019 г. на режисьора Икбал Алфаджри.
Премиерата на филма е на 11 юли 2019 г. в Индонезия. Заснет е в Джакарта, Богор и Сиак в Индонезия, както и в Лестър и Лондон, Великобритания. В България е

## Сюжет
Внимание:  Текстът по-долу разкрива сюжета на произведението (или части от него)!
Филмът представя историята на ученичката Акила, която мечтае да стане астронавт. Причината за това е нейният дядо, който е астроном и прекарва дълго време с внучката си разсъждавайки за небето и звездите. Съученичката на Акила – Джун, също се интересува от космоса и двете често изпадат в спорове. Мечта и на двете момичета е да посетят тренировъчен център за астронавти. Всяка една от тях решава да създаде влог, където да споделя знанията си с други заинтересовани.